# Dlouhomilov
Dlouhomilov (niem. Lomigsdorf) – gmina w Czechach, w powiecie Šumperk, w kraju ołomunieckim. Według danych z 2021 r. liczyła 458 mieszkańców.
Dzieli się na dwie części:
- Dlouhomilov
- Benkov